# Guglielmo di Warenne, II conte di Surrey
Guglielmo di Warenne, II conte di Surrey (... – 11 maggio 1138), figlio di Guglielmo I di Warenne e Gundred, contessa del Surrey, spesso ci si riferisce a lui come Conte di Warenne piuttosto che come Conte di Surrey.

## La vita
Guglielmo di Warenne, II conte di Surrey nacque in data imprecisata da Guglielmo I di Warenne e Gundred, contessa del Surrey. Suo padre era un normanno fra i più fidati baroni di Guglielmo I d'Inghilterra e alla morte nel 1088 era fra gli uomini più ricchi del paese, perché le sue proprietà includevano sia quelle acquisite in Inghilterra che quelle normanne di Mortemer e Bellencombre. Il tempo avrebbe poi provato che Guglielmo non era disposto a servire il proprio re come il padre. Nel gennaio 1091 Guglielmo aiutò Hugh de Grandmesnil a difendere le terre di Courcy contro gli uomini di Roberto II di Bellême e Roberto II di Normandia, pochi anni dopo s'ingegnò per sposare Matilde di Scozia che andò invece in moglie a Enrico I d'Inghilterra cosa che potrebbe spiegare il motivo per cui Guglielmo non ebbe mai molto in simpatia il sovrano.
Quando nel 1101 Roberto II di Normandia invase l'Inghilterra Guglielmo si schierò al suo fianco, tuttavia l'impresa si rivelò fallimentare ed egli ci rimise non solo il titolo e le terre inglesi, ma venne anche condannato all'esilio in Normandia. Guglielmo se ne lamentò amaramente con Roberto II esprimendo più volte di avere agito unicamente nel suo interesse e di avere speso per questo molto tempo e denaro, due anni dopo Roberto si recò in Inghilterra dal fratello per perorare la causa di Guglielmo. Ebbe successo, Guglielmo si vide restituito il titolo e le proprietà, ma Roberto dovette rinunciare ai 3.000 £ annuali che riceveva da quando si era ribellato.
Per meglio assicurarsi la futura lealtà di Guglielmo Enrico pensò di fargli sposare una delle sue numerose figlie illegittime, ma l'Arcivescovo Anselmo d'Aosta si oppose decisamente poiché i due sarebbero stati, seppure alla lontana, imparentati. Matrimonio o no Guglielmo rimase al fianco del re e nel 1106 guidò le armate inglesi contro l'ex-alleato Roberto II alla Battaglia di Tinchebray, una volta che ebbe provato la propria lealtà la sua posizione a corte assunse maggiore eminenza.
Nel 1110 Guglielmo Cliton, figlio di Roberto II, allora un bambino di nemmeno dieci anni, scappò con il conte e magnate normanno Helias di Saint-Saens al quale era dato in custodia. Enrico diede prontamente le terre di Saens a Guglielmo, questi possedimenti, che si trovavano molto vicino ai suoi in Normandia, gli assicurarono ancora di più la fedeltà di Guglielmo perché se Cliton fosse tornato egli avrebbe dovuto rinunciare alle nuove terre.
Il 20 agosto 1119 Guglielmo combatté contro il giovane Cliton e contro Luigi VI di Francia alla battaglia di Bremule, perdendo e diversi anni dopo, nel 1135, si trovò al capezzale del morente Enrico I. Dopo la morte del re, avvenuta senza eredi maschi, in Normandia scoppiarono dei disordini e Guglielmo venne mandato a sorvegliare la città di Rouen.
La morte di Guglielmo venne registrata presso il Priorato di Lewes l'11 maggio 1138, egli venne sepolto là, ai piedi del padre, nella Sala capitolare..

## Matrimonio e figli
Nel 1118 Guglielmo ottenne di sposarsi con una donna di nobile lignaggio nella persona di Elisabetta di Vermandois, questa era figlia di Ugo I di Vermandois che era a sua volta figlio di Enrico I di Francia e che, nello stesso anno delle nozze, era rimasta vedova di Roberto di Beaumont, II conte di Leicester. Insieme i due ebbero:
- Guglielmo di Warenne III, conte di Surrey
- Reginald di Warenne che ereditò le proprietà normanne del padre
- Gundred di Warenne, che sposò Roger de Beaumont, II conte di Warwick
- Ada de Warenne che attraverso il matrimonio con Enrico di Scozia divenne madre di due Re di Scozia.